# René Weiler
René Weiler (ur. 13 września 1973 w Winterthur) – szwajcarski piłkarz występujący na pozycji obrońcy. Trener piłkarski.

## Kariera klubowa
Weiler karierę rozpoczynał w 1990 roku w drugoligowym klubie FC Winterthur. W 1993 roku przeszedł do pierwszoligowego FC Aarau. Przez rok rozegrał tam 36 spotkań i zdobył 2 bramki. W 1994 roku odszedł do innego pierwszoligowca, Servette FC. Tam z kolei przez 2 lata wystąpił w 41 meczach. W 1996 roku przeniósł się do klubu FC Zürich, także grającego w ekstraklasie. Spędził tam 2 lata. W 1998 roku wrócił do FC Winterthur, nadal grającego w drugiej lidze. W 2001 roku zakończył tam karierę.

## Kariera reprezentacyjna
W reprezentacji Szwajcarii Weiler wystąpił jeden raz, 10 lutego 1997 w przegranym 1:2 towarzyskim meczu z Rosją.